# Lleopard
|  | Aquest article tracta sobre l'animal. Per a altres significats, vegeu «Lleopard (heràldica)», «Lleopard (tanc)» «i Lleopard (camuflatge)». |

|  | No s'ha de confondre amb Guepard. |

El lleopard (Panthera pardus) és un dels cinc grans fèlids del gènere Panthera (els altres són el lleó, el tigre, el jaguar i la pantera de les neus). Es tracta d'un mamífer carnívor de la família dels felins que viu a l'Àfrica i Àsia. També se'l pot anomenar pantera o pantera negra quan l'animal presenta un pelatge completament negre. Aquesta variació en el pelatge és deguda a un excés de pigmentació fosca a la pell de l'animal (melanisme).
És un animal solitari, tret de l'època reproductora. El període de gestació dura al voltant de tres mesos i la femella pot tenir de dos a sis cadells. Les seves preses preferides són els micos, algunes espècies d'antílops petits o mitjans, zebres i bous. És depredat per Panthera leo, Panthera tigris, Crocodylidae i Canis lupus. Cacen només de nit i acostumen a passar el dia endormiscats entre la vegetació, en caus d'altres animals o, més sovint, sobre la branca d'un arbre al qual s'enfilen amb gran agilitat. Són animals solitaris. Solen guardar part de la seva caça als arbres per poder-ne menjar durant uns quants dies.
Els lleopards són un animal freqüent a l'heràldica: per exemple, apareixen als escuts del Canadà, Anglaterra, Estònia i Ghana, així com als símbols nacionals de Somàlia o Benín. Té associacions de força i ferocitat, com el lleó, i per això ha estat escollit com a mascota per a la Copa del Món de Futbol de 2010 (un lleopard anomenat Zakumi).
En part degut al fet que durant centenars de milers d'anys el lleopard ha estat estès per bona part del món, els grups de lleopards d'Àfrica i d'Àsia presenten genotips significativament diferenciats; aquestes diferències són majors que les que hi ha entre l'os bru i l'os polar.

## Subespècies
- Panthera pardus delacouri (Pocock, 1930).[10] Des del sud-est asiàtic fins al sud de la Xina: Bangladesh, Bhutan, Cambodja, Xina, Laos, Malàisia, Myanmar, Tailàndia i el Vietnam[11][12]
- Panthera pardus fusca (Meyer, 1794).[13] Subcontinent indi: Bangladesh, Bhutan, l'Índia, el Nepal i el Pakistan[11][14][15]
- Panthera pardus japonensis (J. E. Gray, 1862)
- Panthera pardus kotiya (Deraniyagala, 1956)
- Panthera pardus melas (G. Cuvier, 1809)
- Panthera pardus nimr (Hemprich i Ehrenberg, 1833)
- Panthera pardus orientalis (Schlegel, 1857)
- Panthera pardus pardus (Linnaeus, 1758).[16] Àfrica.[11]
- Panthera pardus saxicolor (Pocock, 1927)[17][18][19][20][21][22]

Altres fonts n'esmenten fins a 30 possibles subespècies.

## Distribució geogràfica
- És nadiu de l'Afganistan, Algèria, Angola, Armènia, l'Azerbaidjan, Bangladesh, Benín, Bhutan, Botswana, Burkina Faso, Burundi, Cambodja, el Camerun, la República Centreafricana, el Txad, la Xina, la República del Congo, la República Democràtica del Congo, la Costa d'Ivori, Djibouti, Egipte, els Emirats Àrabs Units, la Guinea Equatorial, Eritrea, Etiòpia, el Gabon, Gàmbia, Geòrgia, Ghana, Guinea, Guinea Bissau, l'Índia, Indonèsia (Java), l'Iran, Israel, Jordània, Kenya, Corea del Nord, Laos, Libèria, Malawi, Malàisia, Mali, el Marroc, Moçambic, Myanmar, Namíbia, el Nepal, el Níger, Nigèria, Oman, el Pakistan, Rússia, l'Aràbia Saudita, el Senegal, Sierra Leone, Somàlia, Sud-àfrica, Sri Lanka, el Sudan, el Sudan del Sud, Eswatini, el Tadjikistan, Tanzània, Tailàndia, Togo, Turquia, el Turkmenistan, Uganda, l'Uzbekistan, el Vietnam, el Iemen, Zàmbia i Zimbàbue.
- Ha estat extirpat de Hong Kong, Kuwait, Líbia, Singapur, Síria i Tunísia.
- La seva presència és dubtosa a l'Irak, el Kazakhstan, el Líban, Corea del Sud, Lesotho i Mauritània.[11]